# Kim Tillie
Kim Gerlof Guy Tillie (* 15. Juli 1988 in Cagnes-sur-Mer) ist ein französischer Basketballspieler.

## Werdegang
Tillie wechselte 2006 aus der Jugendabteilung von Boulogne-Levallois an die University of Utah in die Vereinigten Staaten. Anfang Januar 2006 brach er sich den Knöchel und fiel für den Rest der Saison 2006/07 aus. Im Laufe des Spieljahres 2007/08 sicherte sich Tillie einen festen Platz in Utahs Anfangsaufstellung. In der Saison 2008/09 stand er bei 32 Einsätzen 30 Mal von Beginn an auf dem Spielfeld. 2009/10 veränderte sich Tillies Stellung in der Hochschulmannschaft: Er gehörte deutlich seltener der „ersten Fünf“ an, verbuchte aber seine NCAA-Höchstwerte bei den statistischen Kennzahlen Einsatzminuten (18,4), Punkte (7) und Rebounds (5,5) je Begegnung.
Sein erster Halt im bezahlten Basketball wurde von 2010 bis 2012 der französische Erstligist ASVEL Lyon-Villeurbanne. Mit guten Leistungen empfahl sich Tillie für einen Vertrag in der spanischen Liga ACB. Er spielte in Murcia, wurde nach einer guten Saison 2013/14 (12,4 Punkte, 5,2 Rebounds/Spiel) von Saski Baskonia verpflichtet und spielte damit in den folgenden drei Jahren nicht nur in der spanischen Liga, sondern auch in der EuroLeague. 2016 stand er mit der Mannschaft im EuroLeague-Halbfinale. Trotz einer guten Leistung des Franzosen (13 Punkte) wurde dieses verloren, auch das folgende Spiel um den dritten Platz war für Tillie und Saski Baskonia nicht von Erfolg gekrönt. In der europäischen Spielklasse erreichte Tillie in der Saison 2016/17 mit 6,9 Punkten je Begegnung seinen besten Mittelwert. Mit Olympiakos Piräus sowie Herbalife Gran Canaria trat der Franzose ebenfalls in der EuroLeague an.
Im Sommer 2019 holte ihn Trainer Saša Obradović zur AS Monaco. Tillie verließ Monaco im Februar 2020 und bestritt danach drei Spiele in der Adriatischen Basketballliga für KK Budućnost Podgorica. Im Spieljahr 2020/21 stand er bei der japanischen Mannschaft Ryukyu Golden Kings unter Vertrag. Anschließend kehrte er in den europäischen Basketball zurück und wurde vom griechischen Erstligisten Kolossos Rhodos verpflichtet. Mit der Mannschaft wurde er in der Saison 2021/22 Dritter der griechischen Liga, Tillie erreichte Mittelwerte von 8,5 Punkten sowie 5,6 Rebounds je Begegnung.
Im Sommer 2022 verkündete Cholet Basket Tillies Verpflichtung. Ende März 2023 wurde bekannt, dass sich Tillie wegen eines Gewächses am Hoden einem Eingriff unterziehen müsse und deshalb für einen unbestimmten Zeitraum ausfalle.

### Nationalmannschaft
Tillie wurde 2006 mit Frankreich Sieger des Albert-Schweitzer-Turniers und U18-Europameister. 2007 gewann er mit der Auswahl seines Landes bei der U19-Weltmeisterschaft die Bronzemedaille. 2013 gab er seinen Einstand in der Herrennationalmannschaft. Tillie war Mitglied des französischen Aufgebots bei der Weltmeisterschaft 2014 und trug zum Gewinn der Bronzemedaille in vier Turnierspielen 3 Punkte je Begegnung bei. 2016 nahm er an den Olympischen Sommerspielen teil, kam in fünf Partien zum Einsatz und erzielte 2,6 Punkte je Begegnung.

## Familie
Tillies Mutter Caroline war niederländische Volleyballnationalspielerin und sein Vater Laurent französischer Volleyballnationalspieler und -trainer. Kim Tillies Brüder Kévin (Volleyball) und Killian (Basketball) wurden ebenfalls Leistungssportler. Guy Tillie, der Großvater der drei Tillie-Brüder war Volleyballspieler und als solcher französischer Meister, ihr Onkel Patrice nahm 1992 im Wasserball an den Olympischen Sommerspielen teil.